# Chameleon (počítačová hra)
Chameleon je akční videohra ve stylu stealth. Vyvinulo ji studio Silver Wish Games a v roce 2005 ji pro Microsoft Windows vydala společnost Cenega Czech. Hlavním hrdinou je bývalý agent CIA, jehož cesta za osobní pomstou zavede do různých zemí světa.
Výchozí je pohled z třetí osoby, ale je možno přepnout do pohledu vlastních očí. Ve hře lze libovolně ukládat. Hra nabízí velkou rozmanitost misí a prostředí. Mise samy jsou většinou lineární. Je použit starší engine (LS3D engine), grafika je ale propracovaná a detailní.
Recenze srovnávají hru s hrami Splinter Cell, Max Payne nebo Hitman a kritizují její někdy slabou umělou inteligenci.[zdroj?]
Tato hra údajně vyšla jen v Česku, Polsku a Rusku. 